# داني كلاي
داني كلاي (بالإنجليزية: Danny Clay)‏ هو لاعب كرة قاعدة أمريكي، ولد في 24 أكتوبر 1961 في Sun Valley, Los Angeles ‏ في الولايات المتحدة.

## وصلات خارجية
- داني كلاي على موقع دوري كرة القاعدة الرئيسي (الإنجليزية)
- داني كلاي على موقعبيزبول رفرنس.كوم (الدوري الرئيسي) (الإنجليزية)
- داني كلاي على موقعبيزبول رفرنس.كوم (الدوري الثانوي) (الإنجليزية)
- داني كلاي على موقع إي إس بي إن.كوم (أم.أل.بي) (الإنجليزية)
- داني كلاي على موقع مشجعي الرسوم البيانية (الإنجليزية)